# Láng Károly (labdarúgó)
Láng Károly (1931. augusztus 9. – 1999. november 26.) magyar labdarúgó, csatár, hátvéd.

## Pályafutása
1954 és 1958 között volt a Ferencváros játékosa, ahol három bajnoki bronzérmet és egy magyar kupa győzelmet szerzett a csapattal. A Fradiban 155 mérkőzésen szerepelt (84 bajnoki, 63 nemzetközi, 8 hazai díjmérkőzés) és 45 gólt szerzett (19 bajnoki, 26 egyéb). A fővárosi zöld-fehéreket a Bp. Előre, majd Dorog követte, ahol három évadot játszott a Dorogi Bányász csapatában.

## Sikerei, díjai
- Magyar bajnokság
  - bajnok: 1953
  - 3.: 1954, 1955, 1957–58
- Magyar kupa
  - győztes: 1952, 1958